# Jamie Gullan
James „Jamie“ Gullan (* 2. Juli 1999 in Edinburgh) ist ein schottischer Fußballspieler, der beim FC St. Johnstone unter Vertrag steht.

## Karriere
Jamie Gullan wurde im Jahr 1999 in der schottischen Hauptstadt Edinburgh geboren. Bis zum Jahr 2015 spielt er in der Jugend von Heart of Midlothian, bevor er zum Erzrivalen Hibernian Edinburgh wechselte. Im April 2018 gewann er mit den Hibs den Scottish Youth Cup im Finale gegen den FC Aberdeen, in dem er ein Tor beim 3:1-Sieg erzielte. Von August 2017 bis Januar 2018 war er zwischenzeitlich an die Gala Fairydean Rovers in die Lowland Football League verliehen. Dem folgte eine Leihe zum Drittligisten FC Queen’s Park. 
Nach seiner Rückkehr zu den Hibs debütierte er am 18. Juli 2018 erstmal in der ersten Mannschaft. In der Europa League kam er gegen NSÍ Runavík als Einwechselspieler zum Einsatz. Nach zwei Einsätzen in der Scottish Premiership im Oktober und November 2018 wurde Gullan ab Februar 2019 für ein Jahr an die Raith Rovers verliehen. In 28 Partien gelangen ihm für die Rovers neun Tore. 
Im Januar 2020 kehrte er nach Edinburgh zurück.
Am 30. Mai 2025 wechselte Gullan mit einem Zweijahresvertrag zum schottischen Zweitligisten FC St. Johnstone.